# Prinsengracht 493

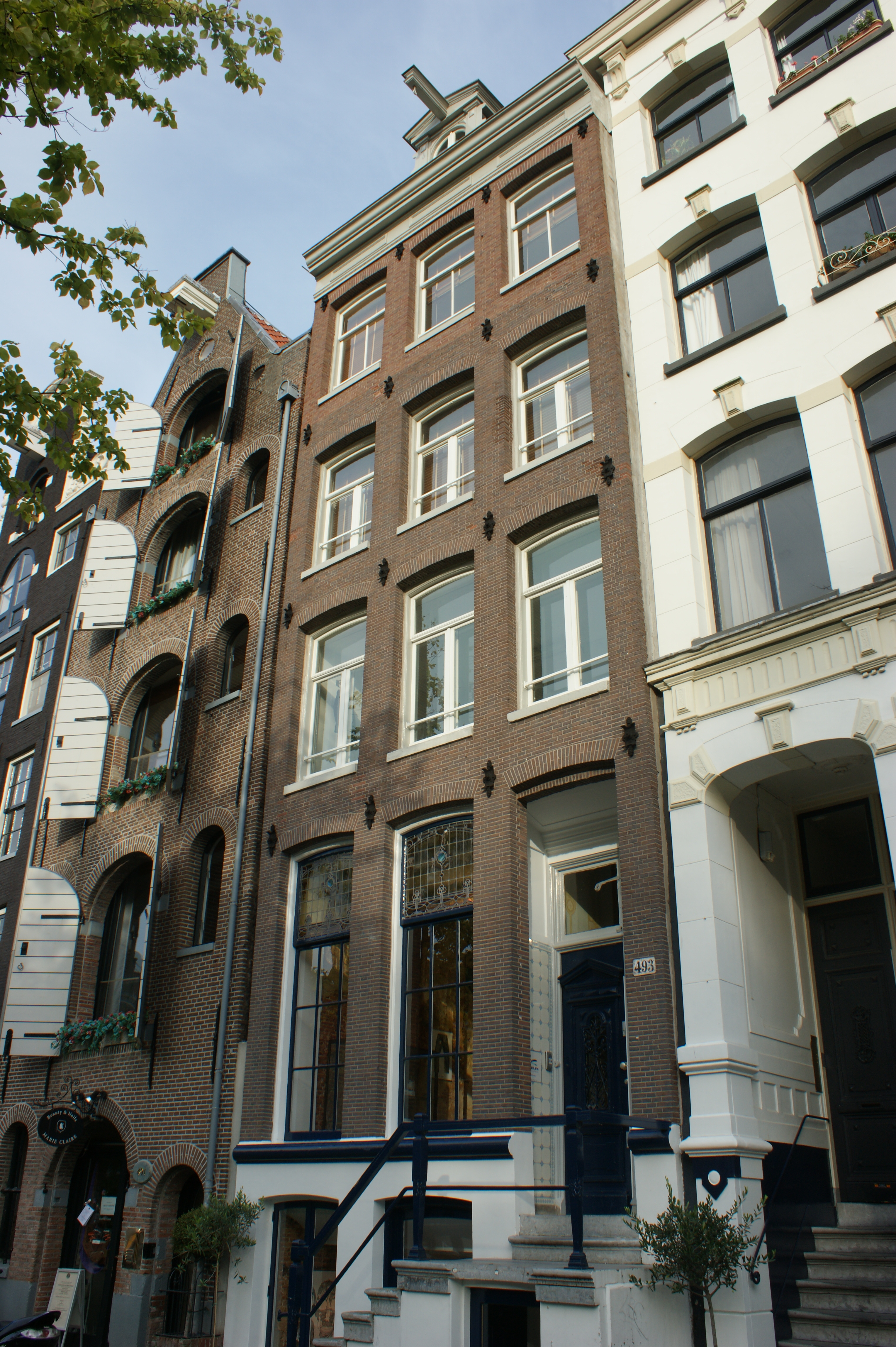
Prinsengracht 493

Prinsengracht 493 is een rijksmonument in Amsterdam, met bedrijfsruimten in het souterrain en op de bel-etage, en woningen op de bovengelegen verdiepingen. Het is gebouwd halverwege de 18e eeuw. In de tweede helft van de 19e eeuw is het pand vanaf de vierde verdieping verhoogd en onder een nieuwe kap gebracht met een gevel onder een rechte lijst.
Van 1897 tot 2010 was hier een vermaarde theologische boekhandel, uitgeverij en antiquariaat gevestigd van gereformeerde signatuur, opgericht door Hendrik Arnold van Bottenburg. Van Bottenburg groeide uit tot een invloedrijke en grote uitgeverij en boekhandel, vooral in de jaren 20 en 30 van de 20e eeuw. Tijdens de Tweede Wereldoorlog had een verzetsgroep er diens thuisbasis. Studenten van de Vrije Universiteit vergaderden er in het geheim, omdat de bezetter studentenorganisaties had verboden.
De oprichter van het bedrijf stierf zeer plotseling in 1941. Zijn zoon Arnold zette samen met zijn vrouw Hilly de zaak voort en was actief in het verzet. De eerste nummers van het toen nog ondergrondse verzetsblad Trouw werden er in het diepste geheim gedrukt. De illegale krant verscheen voor het eerst op 18 februari 1943, oorspronkelijk onder de naam Oranje-Bode, op initiatief van een groep orthodox-protestantse verzetsmensen, zoals Gezina van der Molen, Sieuwert Bruins Slot, Jan Schouten en Wim Speelman. De redactie had op een van de bovenverdiepingen van Prinsengracht 493 ook een luisterpost gevestigd van mei 1944 tot oktober 1944, waar clandestien radio-uitzendingen van Radio Oranje uit Londen werden ontvangen. Deze werden opgenomen op grammofoonplaten en elders uitgetypt voor publicatie.
Arnold van Bottenburg werd verraden, opgepakt en opgesloten in een concentratiekamp. Hij overleefde de oorlog.
Van 1986 tot 1992 was op de beletage het eerste kantoor van het Landelijk Aktie Komitee Scholieren gevestigd.